# 이삼평
이삼평(李參平, ?~1655년)은 조선 시대의 도공이다. 임진왜란 때 일본 규슈로 끌려가 아리타 자기(또는 이마리 자기)의 모태를 만든 인물로 알려져 있다. 일본명은 가네가에 산베에(金ヶ江三兵衛).

## 생애
1592년, 도요토미 히데요시가 임진왜란을 일으켰을 때 일본군 중 나베시마 나오시게(鍋島直茂) 군에 잡혀 일본에 끌려 간 도공 중 한 명이다. 이후 가네가에 산베에라는 이름으로 불린다. 이삼평은 나베시마 나오시게의 가신 다쿠 야스토시에 의탁하면서, 오기군 다쿠에 살았다. 일반적으로 전해져 오는 이야기에 따르면, 이삼평은 자기의 원료인 고령토를 찾기 위해 나베시마 가문의 영지인 사가번내를 전전했고, 마침내 1616년 아리타 동부의 泉山에서 양질의 고령토를 발견하곤 덴구다니에 가마를 지어 일본 첫 백자를 구웠다. 이로써 아리타 자기가 시작됐다고 한다. 아리타의 절인 류센지(龍泉寺)의 장부에 1655년에 죽었다고 기록되어 있다. 계명은 월창정심거사(月窓浄心居士)였다. 이삼평의 묘소는 오랜 세월 잊혀졌지만, 1959년 덴구다니 가마 부근에서 계명이 새겨진 묘석의 하부 부분이 발견되어 시로카와 묘지에 옮겨졌다. 묘석 상부 부분은 발견되지 않았다. 이 묘석은〈이삼평의 묘〉로서 아리타 정 지정 사적으로 지정됐다.

## 사후

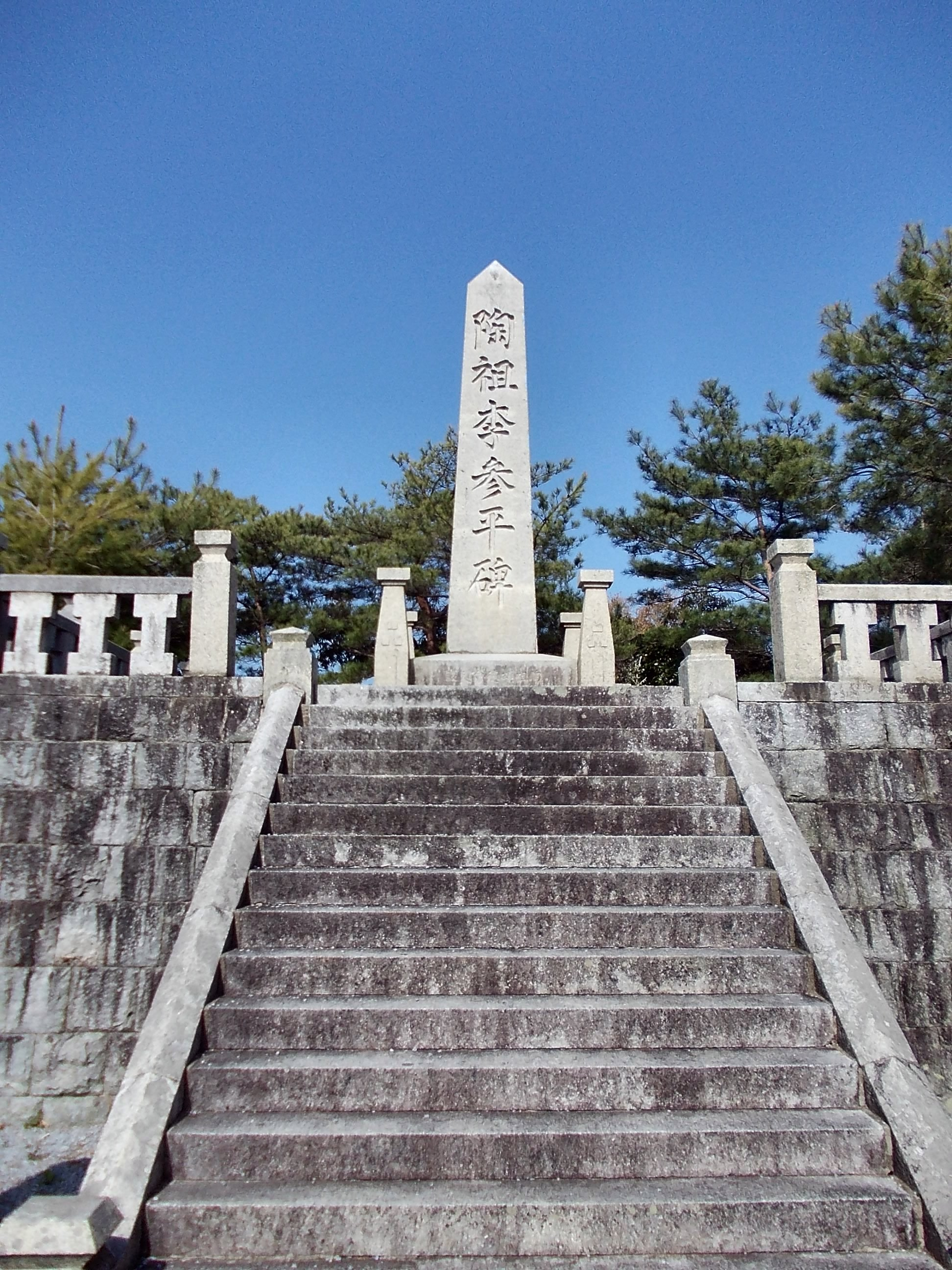
도잔 신사에 도조 이삼평 비

이삼평은 사가현 아리타 지역에서는 도자기의 시조라는 의미에서 도조(陶祖)로 받들어지고 있다. 아리타의 도잔 신사는 오진 천황, 나베시마 나오시게와 함께 이삼평을 제신으로 모시고 제사를 지내고 있다. 1917년 아리타 자기 창업 300년을 기념하여 도잔 신사에〈도조 이삼평 비〉가 건립됐다. 매년 5월 4일 도조 축제가 열린다. 또 1990년에는 그의 고향으로 추정되는 충청남도 공주시 반포면에 한일합동 기념비가 세워졌다.

## 기타
- 오늘날 일반적으로 불리는 이삼평이라는 이름은 가네가에 가문의 문서에 본래 성은 이씨라는 기록과 산베에라는 이름이 삼평(參平) 혹은 삼평(三平)으로 기록된 일로부터 유추한 것이다.
- 아리타 자기의 역사에 관한 조사 결과를 보면 1610년대 전반부터 아리타 서부에서 이미 자기를 생산하기 시작했다는 기록이 있는 만큼 이삼평이 아리타 자기의 원조라는 데 대해 의문시하는 경향도 있다. 하지만 아리타 자기의 탄생과 발전에 이삼평을 비롯한 조선 출신 도공들의 역할이 컸다는 데에는 의문의 여지가 없다.

## 같이 보기
- 심당길
- 박평의
- 박수승
- 백파선(불의 여신 정이)
- 심당길
- 심수관
- 여대남
- 이가원유
- 이작광
- 이경
- 김종전
- 강항 & 간양록
- 사쓰마야키
- 조선 통신사
- 조선 쇄환사
- 사명대사
- 왜관